# WWW (Band)
WWW ist eine tschechische Band.

## Geschichte

### Gründung und erste Erfolge (1989–1998)
Anfang der 1990er war WWW eine der ersten tschechischen Hip-Hop-Bands. Die Abkürzung WWW stand ursprünglich für „We Want Word“. Die Band entstand in Prag und setzte sich zusammen aus dem Frontmann Ondřej Anděra, genannt Sifon, Jakub Janoušek, genannt Bojler, sowie einer Gruppe ihrer Weggenossen, u. a. Jan Zajíček, genannt Scarf und Lenka Geislerová, genannt Lela. Die Mitglieder waren zu dieser Zeit größtenteils Schüler an der Fachoberschule für Gestaltung Václav Hollar in Prag. Auch der spätere Texter Lubomír Typlt, stieß in dieser Zeit zu WWW, blieb aber vorwiegend im Hintergrund.
Mitte der 1990er Jahre tourte die Band mit dem Demoalbum Noční můra (1993) durch Tschechien und bekam vom Musikverlag Polygram das Angebot für einen Plattenvertrag. Die Bandmitglieder kamen diesbezüglich nicht überein. Das Angebot wurde schließlich abgelehnt und die Band löste sich kurze Zeit später auf.

### Neuanfang und Entwicklung seit Mitte der 2000er
Ab Mitte der 2000er nahmen Lubomír Typlt und Ondřej Anděra die Tätigkeiten der Band, zunächst sporadisch neben dem Hochschulstudium, wieder auf. Nach und nach entwickelte sich die künstlerische Symbiose Typlt-Anděra, in der Lubomír Typlt hauptverantwortlich die Rolle des Texters übernimmt und Ondřej Anděra die Texte musikalisch verarbeitet. Aus der ursprünglichen Formation der Band ist außer den beiden niemand mehr dabei. Hinzu kommen in dieser Zeit jedoch Ondřej Anděras Frau, Milesa Anděra Zrnić, die der Stimme ihres Mannes fortan einen weiblichen Counterpart gegenüberstellt. Zwischenzeitlich stand noch Tomáš Vysoký aka Brainy Thug mit auf der Bühne, der WWW 2011 wieder verließ. Seit 2013 ist der bekannte Schlagzeuger Pavel Fajt festes Mitglied der Band und begleitet Ondřej Anděra und Milesa Anděra Zrnić auf der Bühne. Lubomír Typlt, der sich hauptberuflich der Malerei widmet, ist das einzige Bandmitglied, das bei Auftritten nicht aktiv im Rampenlicht steht.

### Das Label
Ihre musikalische Heimat haben WWW seit 2006 beim unabhängigen Label Bigg Boss, das auch weitere tschechische Hip-Hop-Größen vertritt und vom Rapper Vladimir 518 (bürgerlicher Name Vladimír Brož, auch bekannt als x-kmen) geführt wird.

## Stil
Charakteristisch für WWW ist ihr einzigartiger, experimenteller Stil, der sich nur schwer konventionellen Genrekategorien unterwirft. Es handelt sich um Rap, dessen außergewöhnliche Intensität und Energie sich durch die spezielle Poetik der Texte Lubomír Typlts in der Kombination mit den synthetisch erzeugten Sounds von Ondřej Anděra entfaltet. Der Stil von WWW wird in Anlehnung an das erste, gleichnamige Album als „Neurobeat“ bezeichnet. Die Namensgebung geht teilweise zurück auf den Roman Neuromancer, der als die geistige Grundlage des Cyberpunk gilt.

### Texte
Redewendungen und Wortkombinationen werden auf bildhafte Art und Weise in neue Sinn- und Erzählzusammenhänge gestellt. Es entstehen surreale Bilder und Vorstellungen, die physikalische Gesetzmäßigkeiten, Zeitempfindungen, Orte und Gefühlseindrücke durcheinander wirbeln und umkodieren. Oft werden ambivalente Aussagen, Gedanken und Gefühlseindrücke miteinander konfrontiert. Darüber hinaus bedient sich der Text mit Vorliebe an phonetischen Doppeldeutigkeiten, rhythmischer Lautmalerei und freien Assoziationsketten. In der Welt von WWW trifft unbelebte Materie, wie zum Beispiel Maschinen und Architektur auf belebte Elemente wie Körperorgane, Erinnerungen oder lebende Biomasse. Als weiteres Mittel der Verwirrung werden Größenverhältnisse entgegen der Regel verkleinert oder überdimensioniert sowie Märchen oder bekannte Erzählungen zitiert. Es entsteht ein magischer Sog aus absurder Banalität, Drama, Unbarmherzigkeit und Harmonie, der in rascher Abfolge gegensätzliche Wendungen einschlägt. Entgegen der Annahme verkünstelt sich der Text von WWW nicht und gibt sich ebenso wenig artifiziell abgehoben. Der Text wirkt im Sinne des Neurobeats eindringlich und eingängig auf den Rezipienten ein und bahnt sich seinen Weg in dessen Bewusstsein und Unterbewusstsein.

### Musik
Die musikalische Intensität wird neben der Stimme mithilfe von Synthesizern, vorgefertigten Tonspuren und analogen Schlaginstrumenten erzeugt und mithilfe von Effekt-Prozessoren moduliert. Der Sound von WWW ist so vielschichtig wie der Text. Ebenso wie auf der Textebene, ist man versucht auch auf der Tonspur nach dem Ursprung des Gehörten zu suchen. Gespielt wird mit dem, was dem menschlichen Ohr im pulsierenden Großstadt-Alltag begegnet: Es knackt, schrammt, schabt, quietscht und scheppert. Vielleicht brennt an einer Stelle ein Kabel durch und wird im nächsten Moment vom rhythmischen Schleudern einer Waschmaschine übertönt, während zwischen den einzelnen Textzeilen die einfache 8-bit-Melodie eines Computerspiels die Oberhand gewinnt. Der Neurobeat von WWW verwischt die Grenzen zwischen Industrial, Noise, Elektro und Hip-Hop zu einem dichten Tornado, der das Publikum außerhalb des Mainstreams erwischt. Der Sound ist durchaus tanzbar.

### Visuelles
Neben Text und Musik komplettiert sich die DNA von WWW mittels einer dritten, visuellen Komponente. Die spezifische Motivwelt, die sich auch aus dem malerischen und skulpturalen Werk Lubomír Typlts inspiriert, stellt einen Selbstversuch auf der Suche nach der Interpretation des Rätselhaften dar. Das visuelle Element kommt neben der Verwendung auf Promotion-Materialien hauptsächlich in den Videoclips der Band zum Ausdruck. Neben Eigenproduktionen und von den Fans eigenständig erstellten Videoclips, kooperiert WWW unter anderem regelmäßig mit dem Medienkünstler David Vrbik.

## Diskografie
- 2006: Neurobeat
- 2009: Tanec Sekyr
- 2011: WWW Live
- 2013: Atomová včela

## Musikvideos
- 1993: Noční můra (Videoklip)[1]
- 2006: Lexikon[2]
- 2006: Míč[3]
- 2008: Prahem[4]
- 2010: Pikola[5]
- 2011: Anatomie
- 2011: Velký třesk[6]
- 2012: Evropa[7]
- 2014: Čtverec[8]
- 2015: Ve stínu lamp / Im Schatten der Lampen[9]